# レナード・W・ホール

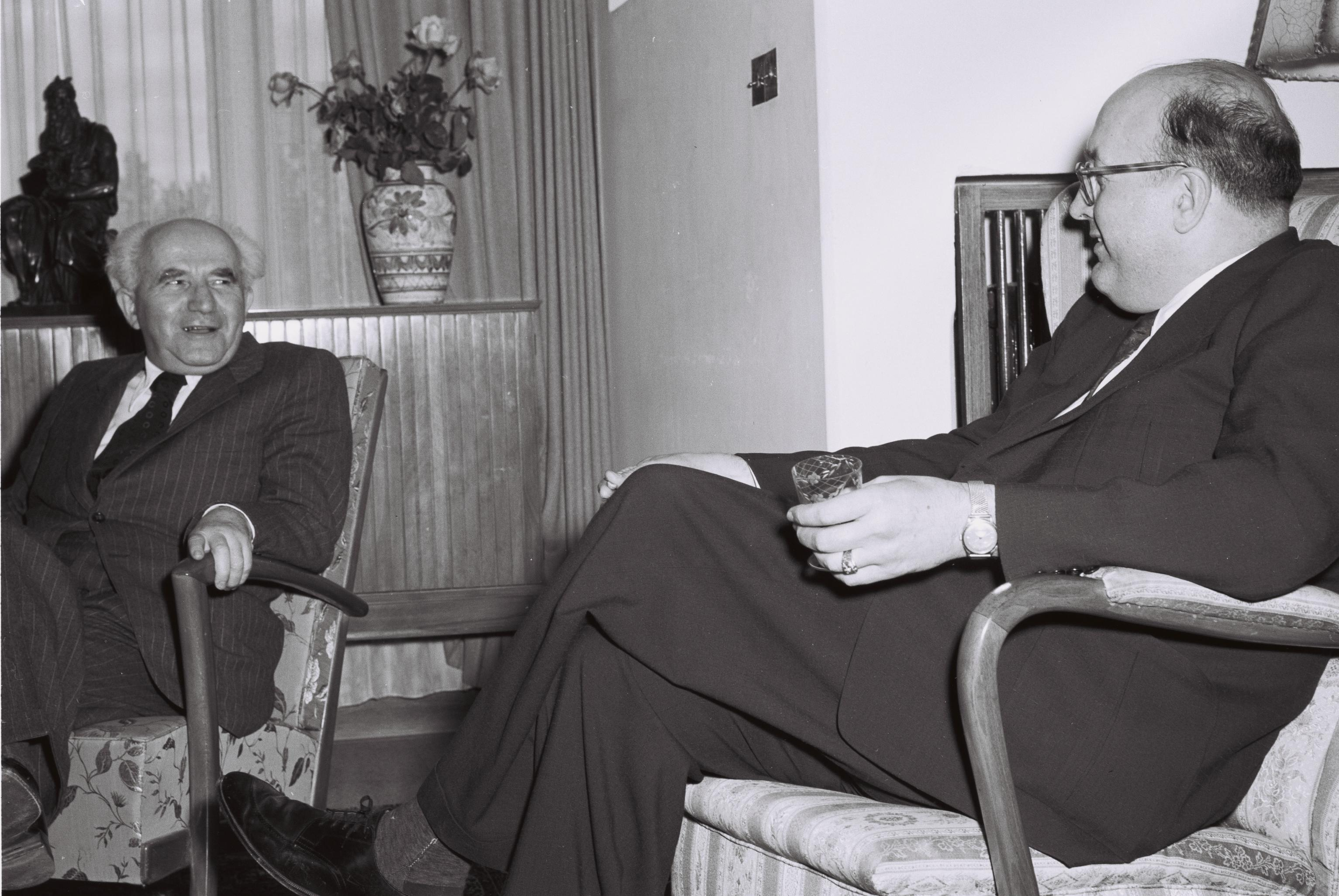
レナード・W・ホールとイスラエル首相ダヴィド・ベン＝グリオン。1951年、イェルサレムにて

レナード・ウッド・ホール（Leonard Wood Hall、1900年10月2日 - 1979年6月2日）は、ニューヨーク州選出のアメリカ合衆国下院議員。

## 経歴
ナッソー郡オイスター・ベイに生まれ、公立学校に通い、1920年にジョージタウン大学の法学部を卒業。1922年に弁護士資格を取得し、ニューヨーク市で開業。ニューヨーク州下院議員（1927年 - 1928年、1934年 - 1938年）、ナッソー郡の保安官（1929年 - 1931年）、共和党の州大会代表（1930年 - 1958年）、共和党全国大会代表（1948年、1952年、1956年、1968年）を歴任した。
第76議会議員選挙で共和党から当選した後、6期連続で再選され、1939年1月3日から1952年12月31日まで在職した。1952年、第83議会議員選挙にて再出馬せず、1952年11月にナッソー郡の代理に選ばれた。辞職して共和党全国委員会委員長となり、1953年から1957年まで勤務した。1958年4月のブリュッセル万博開会時にはアイゼンハウアー大統領の代理を務め、ガーデン・シティとニューヨーク市で弁護士業を再開した。ローカスト・ヴァリーに住み、1979年にグレン・コーヴにて死去。ローレル・ホロウのセイント・ジョン教会記念墓地 (Memorial Cemetery of St. John's Church) に葬られた。
| ニューヨーク州下院                  | ニューヨーク州下院                                           | ニューヨーク州下院                 |
| ----------------------------------- | ------------------------------------------------------------ | ---------------------------------- |
| 先代 F・トゥルービー・デイヴィソン  | ニューヨーク州下院, ナッソー郡第2選挙区 1927年 - 1928年      | 次代 エドウィン・リンド            |
| 先代 エドウィン・リンド             | ニューヨーク州下院, ナッソー郡第2選挙区 1934年 - 1938年      | 次代 ノーマン・ペニー              |
| アメリカ合衆国下院                  |                                                              |                                    |
| 先代 ロバート・L・ベイコン          | ニューヨーク州選出下院議員 ニューヨーク州1区 1939年 - 1945年 | 次代 エドガー・A・シャープ         |
| 先代 ウィリアム・バーナード・バリー | ニューヨーク州選出下院議員 ニューヨーク州2区 1945年 - 1952年 | 次代 スティーヴン・B・デロウニアン |
| 党職                                |                                                              |                                    |
| 先代 C・ウェズリー・ロバーツ        | 共和党全国委員会議長 1953年 - 1957年                         | 次代 ミード・アルコーン            |